# Malthonica argaeica
Malthonica argaeica là một loài nhện trong họ Agelenidae.
Loài này thuộc chi Malthonica. Malthonica argaeica được Josef Nosek miêu tả năm 1905.